# Laura Seys
Laura Seys (Hasselt, 1994) is een Belgische musicalactrice.

## Biografie
Laura Seys begon als zestienjarige al met professionele musicals. Ze was vanaf 2011 te zien in onder andere Oliver! de musical, Little Shop of Horrors, The Little Mermaid en Ule. In 2016 studeerde ze af als musicalactrice aan het Koninklijk Conservatorium van Brussel. Pas afgestudeerd speelde ze een hoofdrol in de musical De Rozenoorlog van Judas theaterproducties met onder andere Lucas Van den Eynde en Maaike Boerdam als tegenspelers. Al in 2003 en 2004 stond ze geregeld op het podium als achtergrondzangeres bij onder andere Helmut Lotti. Met Lotti zong ze in 2003 ook het duet Sailing.
Sinds 2018 is ze te zien in de musical '40-'45 van Studio 100 waarin ze deel uitmaakt van het ensemble. In deze productie is ze ook de understudy van het hoofdpersonage Marie.
In december 2022 en januari 2023 was ze te zien in de musical Charlie and the Chocolate Factory. Hierin vertolkte ze de rol van mrs. Bucket, de mama van Charlie.